# Burj Al-Sabi
Burj Al-Sabi (la tour de garçon) est un monument archéologique qui appartient à la forteresse de Margat près de la ville de Banias, dans le gouvernorat de Tartous, au nord-ouest de la Syrie. La tour a été construite en 1062, environ deux cents ans après la construction du château de Margat, pour compléter sa défense, mais également afin  protéger son port côtier.
La tour a été construite comme tour de guet pendant la période des croisades. Située à deux kilomètres à l’ouest du château, et à côté de l’autoroute Tartous - Lattaquié, elle se trouve au sommet d’une colline d'environ 25 mètres de haut et 300 mètres de long. 
La tour est une structure carrée de deux étages, en pierres de basalte. Elle se distingue par la présence d('ouvertures dans ses murs, conçues pour les archers. Le service des Antiquités de Tartous y a effectué des travaux d'entretien en 1990 afin de réparer deux gros trous dans ses murs. On a réparé ses murs nord et est, ses arcades et sa toiture. On y a aussi ajouté des paratonnerres. La tour a été  légalement rénovée en 2001 et une tablette a alors été trouvée montrant un poisson brun dans un aquarium bleu.
Il existe deux légendes sur l'origine du nom de cette tour. La première légende dit que le fils de l'un des rois côtiers voulait imiter la forteresse d'Al-Marqab qui était soumis au pouvoir de son père. Il a donc construit la tour qui a été nommée sabi (garçon) et cette tour lui a été attribuée la deuxième légende dit que le nom est une métaphore du fait que le château de Margat, représente la mère et la tour serait le fils (le garçon). 
En avril 2012, la décision de construire un mur de soutènement sur la montagne portant la tour a été prise afin  d’éviter le risque de son effondrement. 